# Gösta B. Ihde
Gösta-Bernd Ihde (meist als Gösta B. Ihde; * 29. März 1938 in Rostock; † 22. Juni 2021) war ein deutscher Betriebswirt und Hochschullehrer mit den Schwerpunkten Verkehrsbetriebslehre und Logistik.

## Leben
1953 floh Ihde aus der DDR. 1959 machte er sein Abitur in Goslar. Das Studium der Betriebswirtschaftslehre in Marburg, Saarbrücken und Göttingen schloss Ihde 1966 mit der Promotion bei Wolfgang Lücke in Göttingen ab. 1969 wurde er dort habilitiert. Danach war Ihde ein Jahr lang in einem Dienstleistungsunternehmen tätig, bevor er 1970 dem Ruf der Universität Mannheim auf den „Lehrstuhl für Verkehrsbetriebslehre“ folgte. Ihde wurde 2003 emeritiert.
Ihde war verheiratet und hat einen Sohn. Er war Reserveoffizier, zuletzt im Range eines Obersts.

## Lehre und Forschung
In Mannheim entwickelte Ihde einen funktionsbezogenen Ansatz der Logistik in den Gebieten Distributionslogistik, Produktionslogistik und Beschaffungslogistik. Die Umwidmung des Lehrstuhls 1971 in „Lehrstuhl für Allgemeine Betriebswirtschaftslehre und Logistik, insbesondere Verkehrsbetriebslehre“ machte diese Bewegung von der institutionellen Verkehrsbetriebslehre hin zur Integration der Logistik als Querschnittsfunktion in alle betrieblichen Bereiche früh deutlich. Der Begriff „Logistik“ hatte in Deutschland bis dahin nur die militärische Nachschubversorgung bezeichnet. Das heute geläufige, breitere Verständnis von Logistik führte erst Ihde nach US-amerikanischem Vorbild in die deutsche wirtschaftswissenschaftliche Diskussion ein. Seine Schwerpunkte lagen in der Analyse der Logistik als System und in der entscheidungsorientierten Prozessoptimierung.
Der Vorlesungszyklus "Logistik" über drei Semester umfasste Makrologistik, Mikrologistik und Planung logistischer Prozesse. Unter dem Begriff Makrologistik lehrte Ihde das Verständnis der Zusammenhänge zwischen volkswirtschaftlichen Trends wie Spezialisierung und Globalisierung und der sinkenden Wertschöpfungstiefe, mit immer intensiverer Inanspruchnahme der Verkehrsinfrastruktur und der Bedeutung der Verkehrspolitik für die Arbeitsteilung zwischen den Verkehrsträgern. Infrastruktur sah er als Wettbewerbsvorteil im internationalen Vergleich. Unter Mikrologistik wurden einzelwirtschaftliche Aspekte der Logistik und Branchenthemen behandelt. Unter Planung logistischer Prozesse lehrte er Operations-Research-Tools und Verfahren zur Optimierung vieler einzelwirtschaftlicher Fragestellungen. Im Fach Allgemeine Betriebswirtschaftslehre lehrte Ihde Unternehmensführung und Unternehmensstrategie. Er zeigte die Zusammenhänge zwischen Wettbewerb, Größenersparnisse, Spezialisierung, Globalisierung und Wertschöpfungstiefe auf. Durch seine Vorlesungsreihe und durch sein Schrifttum machte er deutlich, dass die Logistik unmittelbar einen Beitrag zur Spezialisierung der Wirtschaft und der globalen Entwicklung zu leisten habe. Die mikrologistische/einzelwirtschaftliche Aufstellung und Prozessausrichtung müsse mit der sinkenden Wertschöpfungstiefe einhergehen, um Wettbewerbsvorteile erringen zu können. Dieser systemische Ansatz schließt begrifflich auch das Supply Chain Management mit ein.
Ihde war auch ein Pionier der Ersatzteillogistik.
Er war zweimal Dekan der Fakultät für Betriebswirtschaftslehre. Nach seiner Emeritierung 2003 wurde Stefan Minner Nachfolger am Mannheimer Lehrstuhl.

## Mitgliedschaften in Gremien
Ihde ist Gründungs- und Ehrenmitglied der Bundesvereinigung Logistik und war von 1978 bis 1999 Vorstandsmitglied dieses Vereines. Er war Mitglied des Wissenschaftlichen Beirats des Bundesministerium für Verkehr, Bau und Stadtentwicklung. Er hatte bis 2002 verschiedene Aufsichtsrats- und Beiratsmandate inne, u. a. bei der Rheinmetall AG, der Duravit AG und in den Gremien des Röchling-Konzerns.

## Schriften

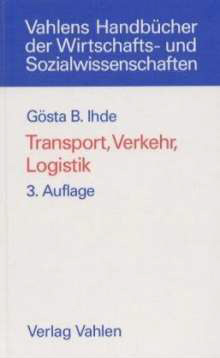
Transport, Verkehr, Logistik

Monographien und Herausgeberschaft
- Aussagenlogik und Boolesche Algebra in der Unternehmensforschung. Dissertation, Universität Göttingen 1966.
- Grundlagen der Rationalisierung. Theoretische Analyse und praktische Probleme. Erich Schmidt, Berlin 1970, ISBN 3-503-00566-8 (Habilitationsschrift)
- Logistik. Physische Aspekte der Güterdistribution. Poeschel, Stuttgart 1972, ISBN 3-7910-9071-2.
- mit Jürgen Bloech: Betriebliche Distributionsplanung. Zur Optimierung der logistischen Prozesse. Physica, Würzburg und Wien 1972, ISBN 3-7908-0109-7.
- Größenersparnisse der Distribution. Gabler, Wiesbaden 1976, ISBN 3-409-30291-3.
- Distributions-Logistik. Fischer (UTB), Stuttgart und New York 1978, ISBN 3-437-40051-7.
- Arbeitsbuch zur Distributions-Logistik. Fischer (UTB), Stuttgart und New York 1980, ISBN 3-437-40051-7 (gleiche ISBN wie der Hauptband)
- Ersatzteil-Logistik. Grundlagen und empirische Ergebnisse (mit Gernot Lukas, Helmut Merkel und K. Unshelm), Verkehrs-Verlag Fischer, Düsseldorf 1980.
  - 2. überarbeitete Auflage. als Ersatzteillogistik. Theoretische Grundlagen und praktische Handhabung (mit Helmut Merkel und H. Neubauer), Huss, München 1988, ISBN 3-921455-44-8.
  - 3. überarbeitete Auflage. (mit Helmut Merkel und Ralf Henning). Huss, München 1999, ISBN 3-931724-28-X.
- Transport, Verkehr, Logistik. Gesamtwirtschaftliche Aspekte und einzelwirtschaftliche Handhabung. Vahlen, München 1984, ISBN 3-8006-1060-4.
  - 2. überarbeitete Auflage. Vahlen, München 1991, ISBN 3-8006-1570-3.
  - 3. überarbeitete Auflage. Vahlen, München 2001, ISBN 3-8006-2611-X.
- Vahlens Großes Logistiklexikon. Herausgeberschaft mit Jürgen Bloech. Vahlen, München 1997, ISBN 3-8006-2020-0.

Aufsätze
- Kreditwürdigkeitsprüfungen in der Rezession. In: Zeitschrift für das gesamte Rechnungswe-sen, 13. Jg. (1967), S. 201–203.
- Zur Behandlung zweiwertiger Entscheidungsalternativen. In: Zeitschrift für Betriebswirtschaft, 38. Jg. (1968), S. 93–104.
- Lernprozesse in der betriebswirtschaftlichen Produktionstheorie, in: Zeitschrift für Betriebs-wirtschaft, 40. Jg. (1970), S. 451–468.
- Der Abschied von der 'optimalen Betriebsgröße. Ein Besprechungsaufsatz, in: Zeitschrift für Betriebswirtschaft, 40. Jg. (1970), S. 560–563; Wiederabdruck in: Kostenrechnungspraxis, (1970), Nr. 4, S. 165–168.
- Dynamische Analysen und unternehmerische Entscheidungen bei Unsicherheit. In: Entscheidung bei unsicheren Erwartungen (Hrsg. H. Hax), Köln und Opladen 1970, S. 53–68.
- Logistik, betriebswirtschaftliche. In: Handwörterbuch der Betriebswirtschaft (Hrsg. E. Grochla und W. Wittmann), 2. Band, Stuttgart 1975, S. 2524–2531.
- Die Wettbewerbsposition von Unternehmungen und der Kampfwert von Streitkräften als logistische Probleme. In: Zeitschrift für die gesamte Staatswissenschaft 1976, Heft 3, S. 513–534.
- Der Pressegroßhandel als logistisches System (mit Helmut Merkel und Karlheinz Eicher), in: Der neue Vertrieb, 1979, Heft 9, S. 30–64.
- Materialbereitstellung. In: Handwörterbuch der Produktionswirtschaft (Hrsg. W. Kern), Stuttgart 1980, Sp. 1210–1216
- Zur 'Operational Time' in logistischen Prozessen (mit Dirk Eybl und Helmut Merkel) in: Proceedings in Operations Research (Hrsg. J. Schwarze u. a.), Würzburg, Wien 1980, S. 136–143.
- Von der Verkehrsbetriebslehre zur betriebswirtschaftlichen Logistik. In: Zeitschrift für Verkehrswissenschaft, 51. Jg.1980, S. 3/16
- Portfolio Management. In: Wirtschaftswissenschaftliches Studium, 9. Jg. 1980, S. 130–132.
- Logistik, Organisation der. In: Handwörterbuch der Organisation, 2. Auflage. (Hrsg. E. Grochla), Stuttgart 1980, Sp. 1224–1234.
- Spare Parts Logistics in West German Industries. An empirical Analysis (mit H. Merkel),in:International Journal of Physical Distribution and Materials Management 1982, S. 5–11.
- Die Standortveränderungen in der Eisen- und Stahlindustrie und ihre Auswirkungen auf die Seetransportmärkte (mit U. Barwig), in: Zeitschrift für Verkehrswissenschaft, 53. Jg. 1982, Heft 1, S. 44–54.
- Logistik in komparativer Sicht – behandelt am Beispiel der Bundesrepublik Deutschland, in: Zeitschrift der Gesellschaft für Kanada-Studien, 1983, S. 105–113.
- Standortsystematik als strategische Antwort auf wirtschaftliche Strukturveränderungen. In: E.Gaugler, O.H. Jacobs, A. Kieser (Hrsg.): Strategische Unternehmensführung und Rechnungslegung. Stuttgart 1984, S. 83–96.
- Versorgungs- und Entsorgungskonzepte, logistische Lösungen heute und zukünftig. In: Transportabwicklung im Güterverkehr:Probleme, Tendenzen, Lösungsansätze (Hrsg. Peter A. Philip), Düsseldorf 1984, S. 11–17.
- Bestandsmanagement. In: H. Baumgarten, C. Schwarting (Hrsg.): Bestandssenkung in Produktions- und Zulieferunternehmen, Schriftenreihe der BVL e.V., Band 11, Bremen 1984.
- Wirtschaftlicher Strukturwandel und industrielle Betriebsgrößen, in: Industrielles Management, Festgabe zum 60. Geburtstag von Wolfgang Lücke, hrsg. von Jürgen Bloech, Göttingen 1986.
- Stand und Entwicklung der Logistik. In: Die Betriebswirtschaft, 47. Jg. (1987), Heft 6, S. 703–716.
- Distribution als Element der logistischen Planungskette. In: SAP GmbH (Hrsg.) Kongreßhandbuch – Internationaler Software Kongress Karlsruhe, 7./8. September 1987, Walldorf 1987, S. L8/1-10
- Die relative Betriebstiefe als strategischer Erfolgsfaktor. In: Zeitschrift für Betriebswirtschaft, 58. Jg. 1988, Heft 1, S. 3–13.
- Logistikplanung. In: Handwörterbuch der Planung, Bd.9 der Enzyklopädie der Betriebswirtschaftslehre (Hrsg. N. Szyperski), Stuttgart 1989, Sp. 984–992
- Luftfrachtdienste: Integrierte Dienste nehmen zu (mit B. Bjelicic). In: Jahrbuch der Logistik 1989. Hrsg. von Carlheinz Bonny, Düsseldorf:Handelsblatt GmbH, 1989, S. 63–68.
- Wettbewerbsstrategien der Spedition im Spannungsfeld zwischen (De-)Regulierung und Strukturwandel, Festschrift zum 65. Geburtstag von Prof. Dr. R. Willeke, in: Zeitschrift für Verkehrswissenschaft, 60. Jg., 1989, Heft 2/3, S. 129–140.
- Logistics. In: GBM, Handbook of German Business Management, Vol. 2 (Hrsg. Erwin Grochla u. a.), Stuttgart, Poeschel, 1989, S. 1363–1376.
- Neue Logistiksysteme zur Steigerung von Flexibilität und Senkung der Kosten. In: Initiative '92, 59. Schriftenreihe des Verbandes der Automobilindustrie, Frankfurt/Main 1989.
- Die Entwicklung des EG-Verkehrsmarktes. In: Schritte zum Europäischen Binnenmarkt (Hrsg. E. Dichtl), München 1990, S. 145–164.
- Das Modell der Direkten Produkt-Rentabilität als Instrument zur Unterstützung von Logistikentscheidungen im Konsumgüterhandel, (mit Chr. Femerling und M. Kemmler) in: Handelsforschung 1990, Jahrbuch der Forschungsstelle für den Handel Berlin (FfH) e. V., hrsg. von Volker Trommsdorff, Wiesbaden 1990, S. 173–193.
- Logistik senkt Kosten – Unerwünschte Vorräte – Minimale Lagerhaltung erhöht die Produktivität und verringert außerdem die Belastung der Umwelt. In: Wirtschaftswoche, Nr. 48, 1990, S. 113–116.
- Logistik als zentraler Wettbewerbsfaktor im europäischen Binnenmarkt. In: Zukunftssicherung durch Strategische Unternehmensführung. Perspektiven mittelständischer Unternehmen für die 90er Jahre (Hrsg. Hans Zinken), Droege & Comp., Gütersloh 1991, S. 418–422.
- Verkehrsinfrastruktur als Logistikengpaß? in: Jahrbuch der Logistik 1991, hrsg. von Carlheinz Bonny, Düsseldorf: Handelsblatt GmbH, 1991, S. 75–77.
- Mehr Verkehr durch Just in time? in: Zeitschrift für Verkehrswissenschaft, 62. Jg., 1991, Heft 4, S. 192–198.
- Organisation der Verkehrsbetriebe (mit B. Bjelicic), in: Handwörterbuch der Organisation (HWO) (Hrsg. E. Frese), 3. Auflage. Stuttgart: Poeschel, 1992, Sp. 2541–2554.
- Logistik – Das Management komplexer Güterflußsysteme. In: Blick durch die Wirtschaft Nr. 26 vom 5. Februar 1992, S. 7.
- Meinungen zum Thema: Euro-Logistik, Meinungsspiegel in: Betriebswirtschaftliche Forschung und Praxis, 44. Jg. (1992), Heft 3, S. 240 f., S. 244 f., S. 248 f., S. 252.
- Die Entwicklung des EG-Verkehrsmarktes. In: Schritte zum Europäischen Binnenmarkt, hrsg. von E. Dichtl, 2. Auflage. München 1992, S. 171–193.
- Ertragsorientiertes Preis- und Kapazitätsmanagement für logistische Dienstleistungsunternehmen. In: Bloech, Jürgen/Götze, Uwe/Sierke, Bernt (Hrsg.): Managementorientiertes Rechnungswesen. Konzepte und Analysen zur Entscheidungsvorbereitung, Wiesbaden: Gabler, 1993, S. 104–119.
- Von der Ersatzteilversorgung zu einer integrierten Teilelogistik durch DV-Unterstützung, (mit F. Schuppert) in: m&c-Management & Computer, 1. Jg., 1993, Heft 1, S. 11–17.
- Planung. In: Bartscher, Susanne/Bomke, Paul (Hrsg.): Einführung in die Unternehmungspolitik, Stuttgart: Schäffer-Poeschel, 1993, S. 223–244.
- Die Gestaltung von Rücknahmesystemen als logistische Aufgabe – dargestellt am Beispiel der Altfahrzeugentsorgung, (mit E. Dutz) in: Zeitschrift für angewandte Umweltforschung, 6. Jg., 1993, Heft 2, S. 197–209.
- Möglichkeiten und Probleme einer umweltorientierten Konsumgüterdistribution, (mit E. Dutz und A. Stieglitz) in: Marketing, 16. Jg. (1994), Heft 3, S. 199–208.
- Die Auswirkungen industrieller Strukturveränderungen auf die Maschinenbauindustrie in Baden-Württemberg, (mit H. Hartmann und F. Merath) in: Statistisches Landesamt Baden-Württemberg (Hrsg.): Baden-Württemberg in Wort und Zahl, o. Jg.,1995, Heft 4, S. 171–175.
- Wettbewerbsfähigkeit durch Standortarbitrage. In: Sierke, B. R. A./Albe, F. (Hrsg.): Branchenübergreifende Erfolgsfaktoren. Controlling, Organisation, Logistik, Wachstum, Wiesbaden 1995, S. 52–58.
- Location and Competitiveness Under Open Market Conditions. In: Business & the Contempo-rary World, Volume VII, Nummer 3, 1995, S. 34–38.
- Die Bedeutung der Verkehrsinfrastrukturausstattung für die Sicherung des Industriestandortes Baden-Württemberg, (mit H. Hartmann und F. Merath) in: Internationales Verkehrswesen, 47. Jg., 1995, Heft 9, S. 519–527.
- Industrieller Strukturwandel und verkehrliche Wirkungen. Eine Untersuchung des Straßengüterfernverkehrs in Baden-Württemberg, (mit H. Hartmann und F. Merath) in: Raumforschung und Raumordnung, 53. Jg., 1995, Heft 6, S. 444–452.
- Wettbewerbsfähigkeit durch Standortarbitrage. In: Sierke, B. R. A./Albe, F. (Hrsg.): Branchenübergreifende Erfolgsfaktoren. Controlling, Organisation, Logistik, Wachstum, Wiesba-den 1995, S. 52–58.
- Location and Competitiveness Under Open Market Conditions. In: Business & the Contemporary World, Volume VII, Nummer 3, 1995, S. 34–38.
- Lieferantenintegration. In: Kern, W./Schröder, H.-H./Weber, J. (Hrsg.): Handwörterbuch der Produktionswirtschaft, 2., völlig neu gestaltete Auflage. Stuttgart 1996, Sp. 1086–1095.
- Kreislaufwirtschaft – Eine logistische Herausforderung. In: Eichhorn, P. (Hrsg.): Ökologie und Marktwirtschaft. Probleme, Ursachen und Lösungen, Wiesbaden 1996, S. 123–144.
- Controlling der Fertigungstiefe, (mit Ch. Femerling) in: Schulte, Ch. (Hrsg.): Lexikon des Controlling, München 1996.
- Auf dem Weg zur zeitdefinierten Logistik. In: Deutsche Verkehrszeitung (DVZ), Nr. 82 vom 10. Juli 1997, S. 92.
- Logistikmanagement als Zeitcontrolling. In: Bogaschewsky, R./Götze, U. (Hrsg.): Unterneh-mensplanung und Controlling, Festschrift zum 60. Geburtstag von Jürgen Bloech, Heidelberg 1998, S. 203–214.
- Mikro- und Makrologistik. In: Weber, Jürgen/Baumgarten, Helmut (Hrsg.): Handbuch Logis-tik. Management von Material- und Warenflußprozessen, Stuttgart 1999, S. 115–128.
- Planung. In: Alfred Kieser, Walter A. Oechsler: Unternehmungspolitik. Schäffer-Poeschel, Stuttgart 1999, ISBN 3-7910-1265-7, S. 275–303.
- Stellungnahme zur Frage ‘Gesamtwirtschaftliche Wachstumswirkungen des Verkehrs’. In: Forschungsgesellschaft für Straßen- und Verkehrswesen e. V. (Hrsg.): Kosten und Nutzen des Verkehrs. Neuere Entwicklungen der gesamtwirtschaftlichen Bewertung. Beiträge zum FGSV-Symposium am 17./18. Februar 1998 in Freiburg, Köln 1999.
- Buchbesprechung zu: Martin Grünendieck: Die Finanzierung des öffentlichen Personennah-verkehrs. Eine betriebswirtschaftliche Analyse unter besonderer Berücksichtigung der gesetzlichen Vorschriften. (Schriften zur wirtschaftswissenschaftlichen Analyse des Rechts, Bd. 36). Verlag Duncker & Humblot, Berlin 1999, In: Zeitschrift für öffentliche und gemeinwirtschaftliche Unternehmen. (ZögU), Band 22, Heft 4, 1999, S. 482–484.
- Megatrend Logistik. In: Logistik Heute. 21. Jg. (1999), Heft 7/8, S. 20–22.
- Infrastruktur. Die Verkehrsinfrastruktur als Rahmenbedingung der Logistik. (mit O. Janz) In: Helmut Baumgarten (Hrsg.): Logistikmanagement. Heidelberg 2000.
- Gestaltungsprinzipien der Logistik. (mit O. Janz) In: WISU Wirtschaftswissenschaftliches Studium. 29. Jg. (2000), Heft 3, S. 332–341.
- Straßeninfrastruktur: Wege zu marktkonformer Finanzierung. Empfehlungen vom Februar 2000, In: (mit: Wissenschaftlicher Beirat für Verkehr beim BMVBW) Internationales Verkehrswesen. 52. Jg. (2000), Heft 5, S. 186–190.
- Netzeffekte in Logistiksystemen. (mit Th. Kloster) In: Logistik Management. 3. Jg. (2001), Ausgabe 2/3, S. 25–34.
- Struktur und Entwicklungstendenzen der Speditionsmärkte. (mit D. Wolff) In: D. Arnold, A. Isermann, H. Tempelmeier (Hrsg.): Hütte Handbuch Logistik. 2002.